# Simpang Datuk
Simpang Datuk is een bestuurslaag in het regentschap Tanjung Jabung Timur van de provincie Jambi, Indonesië. Simpang Datuk telt 1082 inwoners (volkstelling 2010).